# Seaport

Seaport es un videojuego de navegación desarrollado por la empresa Píxel Federation. Este consiste básicamente en ir desarrollando un puerto y su flota mediante el envío de barcos a diferentes destinos, desde los cuales se obtienen varios de los materiales necesarios y la experiencia para ir avanzando en el juego, o de la obtención de estos a través de edificios que se colocarían en el puerto. Podemos jugar mediante el ordenador o una aplicación, que fue lanzada en febrero de 2018.

## Barcos
Son los elementos clave de este juego. Pueden adquirirse mediante la inversión de materiales o gemas (ver apartado correspondiente). Tienen hasta siete evoluciones, las cinco primeras mediante materiales básicos y especiales y las dos finales mediante chevrones, unas piezas que pueden conseguir de diversas formas en el juego, las cuales amplían hasta un 15 % la capacidad de los barcos.
En esta tabla se indican cuales son los cinco tipos de barcos disponibles, nivel requerido para poder adquirir uno de ellos, material especial que necesitarás para mejorarlo y los espacios que ocupa en tu flota.
| TIPO     | NIVEL MÍNIMO | MATERIAL ESPECIAL | ESPACIOS EN FLOTA |
| -------- | ------------ | ----------------- | ----------------- |
| Vela     | 1            | Ninguno           | 1                 |
| Vapor    | 75           | Piezas mecánicas  | 2                 |
| Gasolina | 130          | Fuel              | 3                 |
| Diesel   | 260          | Hormigón          | 4                 |
| Gigantes | 360          | Gas licuado       | 5                 |

## Destinos y materiales
Como se ha explicado arriba, desde los destinos se obtienen los materiales necesarios para desarrollar el puerto. Son monedas, peces, madera, hierro y piedra. A medida que vayan agotándose los recursos, cada uno de esos lugares evoluciona, exigiendo barcos cada vez con más tripulación (obtenida tras ir mejorándolos) y con un bonus de recolección cada vez mayor. Todo esto es variable según el nivel. Podremos observar que no todos los sitios están disponibles desde el inicio del juego; habrá que subir de nivel para, tras una exploración, despejar el terreno y obtener otros.
Hay tres destinos cuyo funcionamiento es distinto al de los demás:
Campo de petróleo: no puedes emplear ningún barco de viento para llegar hasta ahí. Una vez que agotas todo el material disponible, el destino permanecerá inactivo durante un tiempo determinado, ya que se está reponiendo. Puedes evitar la espera empleando gemas.  
Fábrica de cemento: no puedes enviar allí ningún barco de viento ni de vapor. Una vez que agotas todo el material disponible, el destino permanecerá inactivo durante un tiempo determinado, ya que se está reponiendo. Puedes evitar la espera empleando gemas.  
Refinería: solo pueden acudir allí barcos de gas. Para conseguir este, deberás entregar una cantidad de material determinado, como si fuera un contratista (ver más abajo este apartado).
Fábrica de microchips: solo pueden acudir allí barcos de gas o gigantes. Mismo funcionamiento que la refinería. 
| DESTINO               | MATERIAL OBTENIBLE | DURACIÓN MÁX. (MIN) | APARICIÓN |
| --------------------- | ------------------ | ------------------- | --------- |
| Pequeña villa         | Monedas            | 5                   | Inicial   |
| Bambú                 | Madera             | 10                  | Inicial   |
| Litoral               | Monedas            | 15                  | Inicial   |
| Cueva                 | Piedra             | 60                  | Posterior |
| Herrero               | Hierro             | 60                  | Inicial   |
| Golfo                 | Monedas            | 60                  | Inicial   |
| Escombros             | Piedra             | 60                  | Inicial   |
| Vecindario            | Peces              | 240                 | Inicial   |
| Riviera               | Monedas            | 480                 | Inicial   |
| Bosque                | Madera             | 480                 | Inicial   |
| Molino de piedra      | Piedra             | 480                 | Posterior |
| Molino de hierro      | Hierro             | 480                 | Posterior |
| Campo de petróleo     | Petróleo           | 60                  | Posterior |
| Fábrica de cemento    | Cemento            | 60                  | Posterior |
| Refinería             | Gas licuado        | 60                  | Posterior |
| Fábrica de microchips | Microchips         | 60                  | Posterior |

Además de estos lugares, existen otros dos con mercancías determinadas. Sobre los de la granja se ahondará en el apartado 6.
| DESTINO             | DURACIÓN (MIN)    | MATERIAL                                 |
| ------------------- | ----------------- | ---------------------------------------- |
| Granja              | 30 10 15 20 60    | Cacao Trigo Uvas Caña de azúcar Fruta    |
| Productos generales | 25 30 40 50 55 60 | Telas Cobre Algodón Estaño Arena Arcilla |

Los materiales y los alimentos (estos también serán detallados en el apartado 6) pueden intercambiarse en el Mercado de la Villa por recursos. Estas son las equivalencias:
| MATERIAL         | RECURSO OBTENIBLE | MATERIAL     | RECURSO OBTENIBLE | MATERIAL    | RECURSO OBTENIBLE |
| ---------------- | ----------------- | ------------ | ----------------- | ----------- | ----------------- |
| Cacao            | Monedas           | Harina       | Madera            | Bronce      | Monedas           |
| Trigo            | Peces             | Pastel       | Piedra            | Arena       | Monedas           |
| Uvas             | Madera            | Vino         | Peces             | Ladrillos   | Hierro            |
| Caña de azúcar   | Piedra            | Azúcar       | Hierro            | Cobre       | Peces             |
| Fruta            | Hierro            | Pan          | Hierro            | Algodón     | Madera            |
| Bidón de aceite  | Monedas           | Mermelada    | Peces             | Estaño      | Piedra            |
| Cemento          | Monedas           | Cereales     | Madera            | Arcilla     | Peces             |
| Gasolina         | Piedra            | Caramelos    | Monedas           | Gas licuado | Monedas           |
| Hormigón         | Peces             | Telas        | Hierro            | Microchips  | Monedas           |
| Piezas mecánicas | Madera            | Tablones     | Piedra            |             |                   |
| Uniforme         | Peces             | Herramientas | Piedra            |             |                   |

Por último, disponemos de otros destinos con diversas funciones:
Contrato social: Te aporta experiencia o monedas tras un viaje de media hora a cambio de que entregues un determinado material en ese destino.
Villa del mercado: Se usa para intercambiar tu mercancía por determinados materiales (depende del producto). Dura treinta minutos.
Naufragio: En una hora podrás hacerte con un cofre que esconde experiencia, materiales e incluso objetos especiales. Hay de dos a cuatro premios dependiendo del tipo de cofre que toque recoger (a mayor número de candados, más valioso). Habrá uno por día.

## Otros destinos: Contratistas
Para añadir variedad a los viajes, podemos visitar a algunos famosos personajes de la navegación. Estos, en un trayecto con duración variable según nivel, nos pedirán acercarles determinados materiales; a cambio, nos darán otros más un poco de experiencia. Al terminar de cumplir los requerimientos, obtendremos un premio. He aquí el listado de contratistas disponibles:
| CONTRATISTA             | CONTRATOS | NIVEL REQUERIDO         | TRIPULACIÓN | DURACIÓN | PREMIO FINAL                  |
| ----------------------- | --------- | ----------------------- | ----------- | -------- | ----------------------------- |
| Cristóbal Colón         | 10        | 6                       | 20          | 5 min    | Destino «Granja»              |
| Vasco da Gama           | 20        | Finalizar C. Colón      | 20          | 15 min   | Barco                         |
| John Kendrich           | 40        | 25 (con exploración)    | 40          | 30 min   | Destino «Productos generales» |
| Américo Vespucio        | 60        | 50                      | 40          | 30 min   | Barco                         |
| Fernando de Magallanes  | 60        | 60                      | 60          | 30 min   | Barco                         |
| Isabel de Castilla      | 60        | 70 (con exploración)    | 70          | 30 min   | Destino «Laguna»              |
| Bartolomé Díaz          | 60        | 85 (tras Magallanes)    | 80          | 30 min   | Barco                         |
| Francis Drake           | 60        | 100 (tras De Castilla)  | 100         | 30 min   | Barco                         |
| John Fitch              | 40        | 100 (tras Díaz)         | 100         | 30 min   | Barco                         |
| Samuel de Champlain     | 60        | 115 (tras Drake)        | 100         | 1 h      | Barco                         |
| Vasco Núñez de Balboa   | 60        | 130 (tras Fitch)        | 100         | 1 h      | Barco                         |
| Isambard Kingdom Brunel | 60        | 145 (tras N. de Balboa) | 100         | 1 h      | Barco                         |
| Abel Tasman             | 60        | 160 (tras Brunel)       | 100         | 1 h      | Barco                         |
| Willem Barentz          | 40        | 175 (tras Tasman)       | 100         | 1 h      | 30 gemas                      |
| Margaret Hardenbroeck   | 40        | 185 (Tras Barentz)      | 120         | 1 h      | 50 gemas                      |
| James Cook              | 50        | 200 (Tras Hardenbroeck) | 120         | 1 h      | Barco                         |
| Ivar Knudsen            | 50        | 215 (Tras Cook)         | 120         | 1 h      | Barco                         |
| Katsu Kaishu            | 40        | 230 (Tras Knudsen)      | 130         | 1 h      | 20 gemas                      |
| John Ericsson           | 40        | 245 (Tras Kaishu)       | 130         | 1 h      | 20 gemas                      |
| Jeanne Baret            | 40        | 260 (tras Ericsson)     | 130         | 1 h      | 20 gemas                      |
| Ernest Shackleton       | 50        | 275 (tras Baret)        | 130         | 1 h      | 25 gemas                      |
| Herman Melville         | 40        | 290 (tras Shackleton)   | 130         | 1 h      | 20 gemas                      |
| Helen Barbey            | 40        | 305 (tras Mellville)    | 130         | 1 h      | Barco                         |
| Arthur Phillip          | 50        | 320 (tras Barbey)       | 130         | 1 h      | Barco                         |
| Joshua Scolum           | 40        | 335 (tras Phillip)      | 130         | 1 h      | 20 gemas                      |
| Krystyna Liskiewicz     | 40        | 350 (tras Scolum)       | 130         | 1 h      | 20 gemas                      |
| Fridtjof Nansen         | 40        | 365 (tras Liskiewicz)   | 130         | 1 h      | 30 gemas                      |
| Beryl Smeeton           | 40        | 380 (tras Nansen)       | 130         | 1 h      | 30 gemas                      |
| Jacques Cousteau        | 40        | 395 (tras Smeeton)      | 130         | 1 h      | 30 gemas                      |
| Anna Shchetinina        | 40        | 410 (tras Cousteau)     | 130         | 1 h      | 30 gemas                      |
| Thor Heyerdahl          | 50        | 425 (tras Shchetinina)  | 130         | 1 h      | 35 gemas                      |
| Peter Maersk Moller     | 40        | 440 (tras Heyerdahl)    | 140         | 1 h      | 30 gemas                      |
| Arnold Peter Moller     | 40        | 455 (tras P. M. Moller) | 140         | 1 h      | 30 gemas                      |
| Phyllis Sopwith         | 40        | 470 (tras A. P. Moller) | 150         | 1 h      | 30 gemas                      |
| Edward Harland          | 40        | 485 (tras Sopwith)      | 150         | 1 h      | 30 gemas                      |
| Marie Tharp             | 50        | 500 (tras Harland)      | 160         | 1 h      | 30 gemas                      |
| Hermann Blohm           | 40        | 515 (tras Tharp)        | 160         | 1 h      | 30 gemas                      |

## Barcos entregados al finalizar cada contrato
| CONTRATISTA             | BARCO            | TIPO   |
| ----------------------- | ---------------- | ------ |
| Vasco da Gama           | Vasco da Gama    | Viento |
| Américo Vespucio        | San Antiago      | Viento |
| Fernando de Magallanes  | Concepción       | Viento |
| Bartolomé Díaz          | São Cristovao    | Viento |
| Francis Drake           | Cacafuego        | Viento |
| John Fitch              | Perseverance     | Vapor  |
| Samuel de Champlain     | Bonne Renommée   | Viento |
| Vasco Núñez de Balboa   | San Antón        | Viento |
| Isambard Kingdom Brunel | SS Great Britain | Vapor  |
| Abel Tasman             | Zeemeeuw         | Viento |

## Edificios
Muchos de los edificios que pueden instalarse en el puerto, cuyo espacio es ampliable a medida que vamos pasando niveles, ayudarán a los barcos con los bienes a recolectar. Estos son los productores:
| EDIFICIO              | MATERIAL OBTENIBLE                               |
| --------------------- | ------------------------------------------------ |
| Aserradero            | Madera                                           |
| Embarcadero           | Peces                                            |
| Cantera               | Piedra                                           |
| Faro                  | Experiencia                                      |
| Fundición             | Hierro                                           |
| Forja                 | Hierro                                           |
| Mina                  | Piedra                                           |
| Museo                 | Monedas                                          |
| Aserradero            | Madera                                           |
| Taller                | Piezas mecánicas, gasolina, uniformes y hormigón |
| Molino de alimentos   | Pan, mermelada, cereales y caramelos             |
| Tienda de comestibles | Harina, pasteles, vino y azúcar                  |
| Yarda                 | Tablones, herramientas, bronce y ladrillos       |

El taller, el molino de alimentos, la tienda de comestibles y la yarda poseen una característica especial: puedes programar hasta cuatro producciones extra de materiales, de forma que cuando una finaliza la siguiente comienza de forma inmediata. Desbloquear esta opción de producción múltiple requiere emplear gemas. 
Sin embargo, hay otros edificios no productores de materiales que albergan funciones importantes dentro del juego. 
| EDIFICIO         | FUNCIÓN |
| ---------------- | --- |
| Casa             | Aumenta el número de marineros disponibles para navegar y el ritmo de regeneración de estos. |
| Ayuntamiento     | Aumenta el número de marineros disponibles, su ritmo de regeneración y, a medida que lo subes de nivel, posibilita mejorar el resto de edificios del puerto. |
| Posada           | Alberga a algunos capitanes, que pueden hacer que aumente tu espacio, porcentaje de recolección o incluso reducirte la cantidad de marineros que necesitarías. Duran un número de viajes determinado. Cada día salen cinco nuevos y otros se obtienen mediante premios al completar alguna tarea o mediante un evento (ver sección correspondiente). |
| Almacén          | Sirve para guardar toda la mercancía que has ido recogiendo de tus viajes para luego emplearla en lo que necesites. |
| Muelle principal | Indica cuántos huecos tienes disponibles para poner barcos a navegar. Recuerda que de estos había de un espacio y de dos. |

## Minijuego I: bolsa de trabajo
En julio de 2019, el apartado «Lista de tareas del capitán» fue sustituido por unos minitrabajos consistentes en satisfacer las demandas de unos contratistas, que te pedirán materiales o alimentos, para los cuales se ha creado el destino «Granja». Aquí encontrarás cacao, trigo, uvas, cañas de azúcar y fruta, necesarios para el cometido antes descrito. El funcionamiento de este minijuego es el siguiente:
1. Si haces clic en el icono de la hoja con el lápiz y el sello rojo, verás a seis contratistas con una estrella y un número dentro de ella. Si no ves una y otra cosa, el juego estará inactivo (aunque puedes participar y sumar experiencia).
2. Los números de las estrellas son puntos de prestigio que se te sumarán a una cuenta una vez hayas completado un contrato. Estos te permitirán ir avanzando niveles (hasta un máximo de diez) para optar al cofre de máximo valor antes de que pasen los cinco días. De lo contrario, recibirías uno de inferior calidad.
3. Si no te gusta o no te apetece cumplir con lo que pide un contratista, deberás darle al botón de la papelera, confirmar que deseas desechar el contrato y esperar 60 minutos a que aparezca otro. Puedes evitar la espera empleando gemas sobre un hueco vacío. En cambio, si decides llevarle al contratista lo que exige, dale a «Enviar» y el siguiente contrato se cargará de forma inminente (y sumarás tus puntos).
4. Si llegas a completar los diez niveles antes del vencimiento, obtendrás en ese mismo momento tu cofre. Después, el minijuego queda inactivo y aparecerá una nueva cuenta atrás para marcar el inicio del siguiente. De no terminar a tiempo, te harás con tu recompensa cuando los cinco días se hayan agotado.

Un aspecto novedoso es que pueden pedirte alimentos procedentes de la mezcla de otros dos o de uno más un material. Por ello, se crearon tanto el molino de alimentos como la tienda de comestibles y la yarda, para que produzcas la comida o material y hagas la entrega a los contratistas.
| ALIMENTO/MATERIAL | EDIFICIO              | REQUISITOS PARA PRODUCIRLO | TIEMPO (MIN) |
| ----------------- | --------------------- | -------------------------- | ------------ |
| Piezas mecánicas  | Taller                | Peces y hierro             | 45           |
| Gasolina          | Taller                | Madera y bidones de aceite | 30           |
| Uniforme          | Taller                | Tela y algodón             | 20           |
| Hormigón          | Taller                | Cemento y piedra           | 60           |
| Harina            | Tienda de comestibles | Trigo                      | 3            |
| Pastel            | Tienda de comestibles | Cacao y trigo              | 5            |
| Vino              | Tienda de comestibles | Uva                        | 10           |
| Azúcar            | Tienda de comestibles | Caña de azúcar             | 15           |
| Pan               | Molino de alimentos   | Trigo                      | 15           |
| Mermelada         | Molino de alimentos   | Fruta                      | 20           |
| Cereales          | Molino de alimentos   | Fruta y trigo              | 30           |
| Caramelos         | Molino de alimentos   | Caña de azúcar y fruta     | 50           |
| Tablones          | Yarda                 | Madera                     | 20           |
| Herramientas      | Yarda                 | Madera y hierro            | 25           |
| Bronce            | Yarda                 | Estaño y cobre             | 25           |
| Ladrillos         | Yarda                 | Arcilla y arena            | 60           |

## Minijuego II: expedición
Es habitual que en cada episodio temático se lance una expedición. Consiste en navegar por un mapa alternativo al habitual de Seaport en el que irás desbloqueando casillas y descubriendo terreno, el cual está cargado de recompensas y de islas "vírgenes" (marcada con una admiración). He aquí su funcionamiento y características.
- Principalmente, necesitas gasolina especial (útil para moverse por las casillas), un objeto especial variable para usarlo sobre las islas y unas llaves procedentes de esas mismas islas (se te dan cuando empleas ese objeto especial: un pico, detector de metales, etc.) para abrir cofres.

- Solo puedes ir explorando terreno casilla a casilla.

- A medida que te muevas, encontrarás barriles, cajas y cofres, los cuales esconden recompensas.

- Cada cierto tiempo, puedes obtener de forma gratuita tanto gasolina especial como objetos especiales para las islas, pero si quieres ir más rápido debes completar misiones en la bolsa de trabajo, de la cual obtendrás billetes para hacerte con más unidades de gasolina y objetos. Es posible también adquirirlos mediante gemas o dinero real. Tanto la gasolina com los objetos pueden conseguirse asimismo a través de otras actividades ocasionales del juego.

- La actividad puede estar conectada a una competición que te enfrenta a jugadores de nivel parecido al tuyo.

## Otros elementos del puerto
Barriles: En el puerto flotan unos barriles de los que puedes obtener monedas, piedras, madera, peces, hierro y marineros si haces clic en ellos. Te ayudarán a aumentar tu disponibilidad de estos materiales.
Marineros: Los marineros, o más bien su contador, serán quienes te permitan enviar a los diferentes destinos barcos. Aquellos se van regenerando poco a poco hasta alcanzar el límite que corresponda a tu nivel general y del edificio «casa».
Historial de logros: Escondidos tras una estrella amarilla, los logros, que son tareas de larga duración, te permitirán obtener experiencia, materiales o gemas principalmente. Hay varios niveles que aparecen en forma de personajes del mar y la tripulación de un barco.
Buque mercante: Cuando alcanzas ciertos niveles, te dan la oportunidad temporal de hacerte con un barco a cambio de varias gemas.
Mercado de barcos antiguos: Te ofrecen, de forma temporal, la posibilidad de obtener barcos de eventos pasados por el mismo coste que tenían originalmente. Este acontecimiento no es  especialmente frecuente.
Paquete de regalo temporal: Te ofrecen al principio de cada episodio temático el adquirir por poco dinero real un barco potente más una cantidad determinada de gemas.
Área bloqueada: Un pedazo de terreno para agrandar tu puerto. Será necesario invertir una cantidad determinada de materiales.
Listado de edificios: Un compendio de los edificios que tienes disponibles para instalar en el puerto y cuántos de estos has adquirido.
Listado de barcos: Un apartado donde se muestran al detalle todos los barcos de los que dispones en tu flota.
Faro de aviso de llegada: Un faro que indica que indica cuántos barcos, aparte de los que ves en el puerto, han llegado al mismo y hacen cola para descargar la mercancía. 
Mapa: Es el acceso a la posición de los destinos a los que puedes mandar tus barcos.
Flecha verde: Aparece pegada junto a un edificio productor e indica que puedes mejorarlo.

## Episodios Temáticos
Duran de tres a seis semanas. Están relacionados con algunos períodos del año, como las estaciones del año o la Navidad, así como con personajes vinculados con el mar tanto reales como ficticios. Habitualmente, en estos eventos temporales se puede disfrutar de lo siguiente:
- Una serie de unos veinte barcos como mínimo que se suman a los permanentes.
- Nuevos logros por llevar a cabo.
- Hasta tres nuevos destinos con mercancía útil y exclusiva para adquirir barcos específicos. Asimismo, se incluyen dos objetos especiales, que se obtienen tras determinados logros, desarrollo o finalización de tareas en los contratos, otra mercancía procedente de los barriles y otra que solo se puede conseguir desde la web oficial de Facebook del juego. Puedes encontrar un destino cuyo material se agote y haya de reponerse, como funciona, por ejemplo, el campo de petróleo. Todos estos objetos pueden intercambiarse por materiales.
- Hasta tres contratistas de diversa dificultad que funcionan como los habituales. Hay que eliminar al primero para que aparezca el segundo; lo mismo se hace con este para llegar al tercero.
- Un naufragio extra y caracterizado con la temática del episodio.
- Un destino orientado a completar un proyecto a base de enviar materiales entre todos los jugadores de Seaport, conocido como «Expedición mundial», de la que puedes obtener premios suculentos.
- Un cofre, a veces gratuito y a veces no, que incluye al menos tres elementos aleatorios entre un listado que se da previamente.
- Ocasionalmente, una actividad para explorar áreas cubiertas por las nubes en las cuales puedes encontrar contratistas, destinos con bonus muy alto y de cualquier material disponible en el juego o cofres de diversa consideración.
- Un barco que se mejora con recursos especiales, pudiendo optar por aumentar la tripulación (más explorador) o la capacidad (más espacioso).
- Un desafío personal consistente en llevar grandes cantidades de uno o más materiales a cambio de gemas.
- Una regata, que consiste en explorar territorios y cumplir contratos antes que otros jugadores, con un cofre de premio si logras completar toda la misión.
- Un pase de evento, que trata de acumular un material determinado a cambio de ir desbloqueando cofres con determinados premios. Incluye la opción de invertir dinero real; de llevarla el jugador a cabo, no solo obtendrá cofres más valiosos, sino también un barco bastante potente si llega a reunir la cantidad que pide el evento.
- Una expedición, a través de la cual explorarás un mapa alternativo que esconde decenas de cofres.

## Experiencia
Te hará avanzar niveles puede obtenerse tras varias acciones:
- Mejorar cualquier barco o edificio.
- Recoger un naufragio cualquiera o cofre.
- Agotar los recursos de un destino.
- Intercambiarla en el mercado de la villa por determinados productos.
- Completar un contrato social.
- Que alguien complete un contrato social donde tú apareces.
- Clicar sobre un barco al llegar a puerto de un viaje, lleve o no carga.
- Completar contratos de cualquier tipo o una de sus tareas cualesquiera, incluyendo la parte de «Expedición mundial».
- Despejar terreno en un evento de exploración.
- Adquirir cofres de eventos.
- Ampliar el puerto

## Gemas
Las gemas representan lo más preciado del juego debido a las funciones que pueden cumplir. El medio más sencillo para conseguirlas es adquirirlas con dinero real. No hay edificio o destino del cual se puedan obtener; en cambio, sí puedes hacerte con varias de forma gratuita a través de acciones como las siguientes:
- Completar logros.
- Completar tareas en los contratos permanentes y temporales.
- Intercambiar materiales especiales en la villa del mercado.
- Participar en las actividades con premio que lleva a cabo Seaport en su página de Facebook.
- Adquirir un cofre de un evento.
- Recoger un cofre de un naufragio normal.
- Comprar un barco incluido en un pack de regalo temporal.
- Enviar el material requerido a una expedición global (evento temporal).
- Haber comprado el pase de evento e ir avanzando por la actividad que contenga.

Además, pueden emplearse para lo siguiente:
- Mejorar cualquier barco o edificio en cualquier momento, sin gastar recursos y de forma instantánea.
- Comprar determinados barcos, que no precisarán de tantos materiales para completarlos.
- Adquirir un cofre de un evento.
- Hacer que los barcos que están viajando regresen a puerto con la mercancía cargada.
- Volver a tener disponibles los destinos «campo de petróleo» y «fábrica de cemento» cuando están agotados.
- Obtener materiales de forma inminente de cualquier edificio que los produzca.
- Reducir al 100 % la espera de un contratista de la bolsa de trabajo del cual has rechazado sus demandas.
- Hacerte con un hueco más en el taller para producir más de un material simultáneamente.

## Dinero real
Seaport ofrece al jugador invertir dinero real a cambio de determinados beneficios. Obviamente, al tratarse en sí de un juego gratuito, toda compra es opcional. He aquí un listado de lo que puedes adquirir:
- Gemas. Hay hasta cinco ofertas diferentes, de forma que puedas elegir la cantidad que deseas comprar según convenga.
- Paquetes iniciales. Incluye un barco ajustado a tu nivel de jugador, así como gemas.
- Pases de evento. Posibilitan, mediante la recolección de un determinado material, obtener grandes premios adicionales para el juego.
- Una suscripción mensual que te trae un barco extra y que no ocupa espacio en la flota, un capitán legendario cada día y el doble de espacio en el almacén.
- Gasolina especial, objetos especiales y llaves para la expedición.